# 25. oktober
25. oktober er dag 298 i året i den gregorianske kalender (dag 299 i skudår). Der er 67 dage tilbage af året.
- Dagens navn er Crispinus.
- Margrethe af Højelses helgendag. Formentlig død 25. oktober 1176.

### Begivenheder
Født - Dødsfald
- 1415 - I Slaget ved Agincourt i Hundredårskrigen sejrer englænderne under Henrik 5. over franskmændene.
- 1468 - Det første danske stændermøde holdes på Kalundborg Slot, under ledelse af kong Christian 1.
- 1586 - Maria Stuart, dronning af Skotland, dømmes til døden af en engelsk domstol.
- 1671 - Giovanni Domenico Cassini opdager Saturn-månen Iapetus.

- 1854 - Slaget ved Balaklava i Krim-krigen. Som følge af en af militærhistoriens legendariske fejlvurderinger går Den lette brigade til angreb på de stærke russiske kanonstillinger.
- 1874 - Storbritannien annekterer Fiji-øerne.
- 1909 - Koreanske fanatikere myrder den japanske prins Ito. Dette bruges som anledning til Japans fuldstændige annektering af Korea.
- 1916 - Franske tropper indtager Fort Douaumont, der var indtaget af den tyske hær under Slaget ved Verdun.
- 1936 - Adolf Hitler og Benito Mussolini etablerer de nære forhold mellem Tyskland og Italien, der danner grundlaget for aksemagterne.
- 1962 - Den amerikanske forfatter John Steinbeck tildeles Nobelprisen i litteratur.
- 1971 - Med 76 stemmer mod 35 beslutter FN's generalforsamling at optage Den Kinesiske Folkerepublik. Samtidig vedtages et albansk forslag om at smide Formosa-Kina ud. Dette betyder, at DKF derefter overtager Formosas permanente plads i sikkerhedsrådet.
- 1980 - Paven meddeler, at fraskilte katolikker, som har giftet sig igen, kun kan modtage den hellige nadver, hvis de afholder sig fra sex i det nye ægteskab.
- 1983 - Invasionen af Grenada: Ca 2.000 amerikanske soldater invaderer den lille marxistisk styrede caribiske ø-stat Grenada.
- 1995 - Ritt Bjerregaard trækker sin omstridte dagbog om sit første halve år som  EU-kommissær i Bruxelles, tilbage.
- 2001 - Windows XP udsendes officielt.
- 2003 - De første meldinger om skovbrande indløber i Californien i det, der senere skal vise sig at blive statens næstmest omfattende brand nogensinde med et nedbrændt areal på næsten tre tusinde kvadratkilometer.
- 2007 - Airbus A380 sættes i drift.

### Født
- 1806 – Max Stirner, tysk filosof (død 1856).
- 1811 – Évariste Galois, fransk matematiker (død 1832).
- 1818 - Fritz Jürgensen, dansk urmager og humoristisk tegner (død1863).
- 1820 - Lorenz Frölich, dansk maler, tegner og grafiker (død 1908).
- 1825 – Johann Strauss den yngre, østrigsk komponist (død 1899).
- 1838 – Georges Bizet, fransk komponist (død 1875).
- 1881 – Pablo Picasso, spansk kunstner (død 1973).
- 1903 - Bodil Koch, dansk politiker og minister (død 1972).
- 1910 – David Lichine, russisk-amerikansk balletdanser (død 1972).
- 1911 – Roelof Frankot, hollandsk maler (død 1984).
- 1911 - Mikhail Jangel, russisk raketkonstruktør (død 1971).
- 1913 – Klaus Barbie, tysk naziforbryder (død 1991).
- 1921 – Michael, rumænsk konge i eksil (død 2017).
- 1923 – Hans-Henrik Ley, dansk sanger og tegner (død 2014).
- 1926 – Tony Vejslev, dansk visesanger og komponist (død 2020).
- 1928 – Peter Naur, dansk datalogiprofessor (død 2016).
- 1928   – Marion Ross, amerikansk skuespiller.
- 1935 – Sven Ove Gade, dansk journalist, tidligere chefredaktør.
- 1937 – Wilf McGuinness, engelsk fodboldspiller og manager i bl.a. Manchester United.
- 1941 – Helen Reddy, australsk sanger.
- 1941   – Anne Tyler, amerikansk forfatter.
- 1944 – Jon Anderson, forsanger i den britiske rockgruppe Yes.
- 1948 – Suste Bonnén, dansk billedkunstner.
- 1948   – Glen Tipton, guitarist i den britiske heavygruppe Judas Priest.
- 1949 – Brian Kerwin, amerikansk skuespiller.
- 1951 – Lars Ole Bonde, dansk komponist, tekstforfatter og producer.
- 1952 – Tove Nielsen, norsk forfatter.
- 1954 – Mathias Jabs, fra den tyske rockgruppe The Scorpions.
- 1955 – Glynis Barber, sydafrikansk-født skuespiller – fra tv-serien Dempsey og Makepeace.
- 1956 – Peter Asschenfeldt, dansk forlægger.
- 1956 – John Michie, britisk skuespiller – fra tv-serien Taggart.
- 1956 – Mads Nørby, dansk skuespiller.
- 1956 – Lars Nørgård, dansk billedkunstner.
- 1957 – Nancy Cartwright, amerikansk skuespillerinde (The Simpsons).
- 1957 – Robbie McIntosh, musiker fra den skotske gruppe The Pretenders.
- 1958 – Mark Miller, amerikansk countrysanger.
- 1958 – Phil Daniels, engelsk skuespiller – fra tv-serien EastEnders.
- 1959 – Eddie Haircut, med det rigtige navn Milan Balsgård, dansk punkmusiker og koncertarrangør (afdød).
- 1961 – John Sivebæk, dansk fodboldspiller og spilleragent.
- 1962 – Chad Smith, trommeslager i den amerikanske gruppe Red Hot Chili Peppers.
- 1962 – David Furnish, canadisk filmproducent og Elton Johns mand.
- 1963 – Tracy Nelson, amerikansk sanger og skuespiller.
- 1963 – Michael Boatman, amerikansk skuespiller – kendt fra Spin City.
- 1964 – Kevin Michael Richardson, amerikansk skuespiller.
- 1965 – Gerd Kvanvig, norsk forfatter.
- 1965 – Jens Peter Kaj Jensen, dansk forfatter.
- 1968 – Speech, sanger i den amerikanske gruppe Arrested Development.
- 1969 – Oleg Salenko, Russisk fodboldspiller
- 1969 – Thomas Baldus, dansk skuespiller.
- 1970 – Adam Goldberg, amerikansk skuespiller – kendt fra Saving Private Ryan.
- 1970 – Chely Wright, amerikansk countrysanger.
- 1970 – Ed Robertson, guitarist i den canadiske rockgruppe Barenaked Ladies.
- 1971 – Leslie Grossman, amerikansk skuespiller.
- 1971 – Kristian Studsgaard, dansk skuespiller, danser, instruktør, koreograf.
- 1973 – Michael Weston, amerikansk skuespiller.
- 1977 – Mads Holger, dansk forfatter, politiker, radiovært og skribent (død 2016).
- 1979 – Sarah Thompson, amerikansk skuespiller – kendt fra I den 7. himmel.
- 1981 – Jerome Jones, sanger i den amerikanske gruppe Immature.
- 1981 – Shaun Wright-Phillips, engelsk fodboldspiller.
- 1982 - Victoria Francés, spansk illustrator.
- 1983 – Mathias Klenske, dansk skuespiller.
- 1984 – Karolina Sprem, kroatisk tennisspiller.
- 1984 – Sara Lumholdt, sanger i den svenske popgruppe A*Teens.
- 1984 – Katy Perry, amerikansk sangerinde og skuespillerinde.
- 1985 – Ciara, amerikansk sanger med efternavnet Harris.
- 1988 – Elena Anoschina, russisk gymnast.
- 1991 - Natália Bay-Smidt Rodrigues, Dansk/Brasiliansk model. Har blandt andet været på forsiden af katalog for Fields.
- 1995 - Jacob Dinesen, dansk musiker.

### Dødsfald
- 1047 - Magnus den Gode, konge af Norge og af Danmark (født 1024).
- 1400 - Geoffrey Chaucer, engelsk forfatter og hofmand (født ca. 1343)
- 1415 - Edward af Norwich, 2. hertug af York, engelsk kongelig (født ca. 1373).
- 1760 - Georg 2., konge af Storbritannien (født 1683).
- 1846 - Carl Bagger, dansk forfatter og digter (født 1807).
- 1908 - Lorenz Frölich, dansk maler, tegner og grafiker (født 1820).
- 1920 – Alexander 1., konge af Grækenland (født 1893).
- 1950 - Laust Jevsen Moltesen, dansk politiker og minister (født 1865).
- 1953 - Holger Pedersen, dansk lingvist og sprogforsker (født 1867).
- 1957 - Albert "The Mad Hatter" Anastasia, amerikansk gangster (født 1902).
- 1971 – Mikhail Jangel, russisk raketkonstruktør (født 1911).
- 1977 - Johan Thomas Skovgaard, dansk maler (født 1888).
- 1992 - Roger Miller, amerikansk musiker og sangskriver (født 1936).
- 1992   - Karen Lykkehus, dansk skuespiller (født 1904).
- 2007 - Henning Ørnbak, dansk film-, teater- og TV-instruktør (født 1925).
- 2007   - Svend Engelund, dansk maler (født 1908).
- 2007   - Ingerlise Koefoed, dansk forfatter og politiker (født 1922).
- 2023 - Hans Mosesson, svensk skuespiller (født 1944).

|  | Denne datoartikel kan blive bedre, hvis der indsættes et (bedre) billede Du kan hjælpe ved at afsøge Wikimedia Commons for et passende billede eller uploade et godt billede til Wikimedia Commons iht. de tilladte licenser og indsætte det i artiklen. |